# 新加坡国家象征
新加坡国家象征是新加坡公民认同的象征符号，体现新加坡共和国的价值信念和人民团结的凝聚精神。1959年11月30日，新加坡实现自治六个月并通过《新加坡国徽、国旗与国歌法》（Singapore State Arms and Flag and National Anthem Act 1959，简称SAFNA），明文规定国徽、国旗和国歌为新加坡的国家象征。
2022年9月13日，新加坡国会通过《国家象征法》（National Symbols Act 2022），并于2023年8月1日正式生效，取代旧有的《国徽、国旗与国歌法》。《国家象征法》纳入1959年以后承认的国家信约、国花和狮头符号，以及公共印章和总统象征（包含总统徽章、总统旗帜和总统印章）；新法令扩大执行法律的管制范围，并放宽使用国家象征的部分限制，提供一个正确使用国家象征的指引。

## 国旗

新加坡国旗

新加坡国旗于1959年首次采用，同年新加坡在大英帝国统治下成立新加坡自治邦。这面旗帜于1965年8月9日新加坡共和国独立时，顺理成章成为新加坡国旗。
新加坡国旗又称星月旗，由红白双色平行条纹组成，左上角有一弯白色新月及五颗白色五角星；红色象征平等与友谊、白色象征纯洁与美德；新月代表新加坡是正在崛起的年轻国家，五颗五角星代表国家的五大理想：民主、和平、进步、公正和平等。 新加坡国旗不能使用作为船旗，根据新加坡船舶的归属机构，进出新加坡海域的船舶必须悬挂适用的海旗，分别是商船旗、政府船旗或军舰旗。

## 国徽

新加坡国徽

新加坡国徽于1959年采用，拥有与国旗相同的元素，中央的红色盾牌内缀五颗白色五角星，红色象征平等与友谊、白色象征纯洁与美德；并且尊重与马来亚的文化联系，站立在盾牌两旁的狮和虎，脚踩金叶，分别代表新加坡和马来西亚；徽章下面的蓝色缎带，用马来语书写金字“Majulah Singapura”（前进吧，新加坡）。虽然国徽仅限于新加坡政府使用，但它也应用在新加坡货币、勋章和护照。

## 国歌
《前进吧，新加坡》是新加坡的国歌。这首颂歌由朱比赛于1958年创作，作为新加坡市议会官方活动的主题曲；1959年新加坡获得自治，被选为新加坡自治邦的国歌。1965年新加坡独立，《前进吧，新加坡》正式被定为新加坡共和国的国歌。根据法律规定，这首颂歌只能用马来语歌词演唱，不过官方翻译包含英语、华语和淡米尔语。《前进吧，新加坡》最初以G大调创作，2001年改为F大调低音调，据说这样可以“编排得更宏大、更鼓舞人心”。
每天清晨开始新的一天，全国学校和军营会演奏及唱颂国歌，并举行升旗仪式与宣誓效忠国家。新加坡政府鼓励公民在国家庆典或具有国家意义的场合演唱国歌，例如：国庆阅兵、教育机构和政府部门举办的国庆纪念仪式，以及新加坡代表队参加的体育赛事。

## 国花

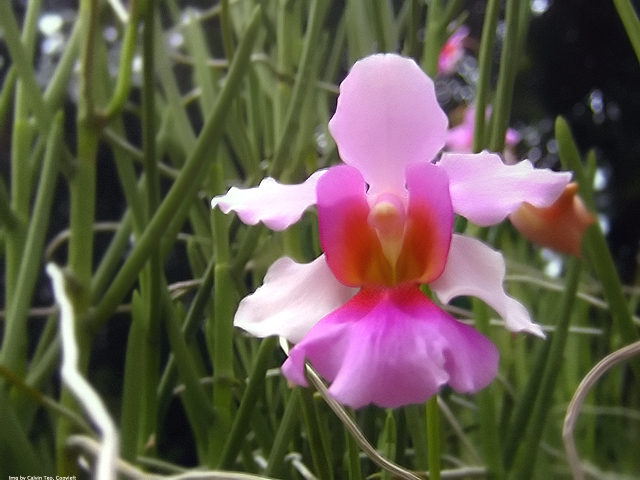
新加坡国花——卓锦万代兰

卓锦万代兰是兰科万代兰属的自然杂交种，1981年4月15日被选为新加坡国花。
卓锦万代兰的培育者是亚美尼亚裔新加坡园艺家艾格妮丝·卓锦，她因花卉栽培的成就于2015年入选新加坡女性名人堂。1893年，新加坡植物园园长里德利记录卓锦女士成功将虎克万代兰和棒叶万代兰杂交，并用栽培者的名字为其命名。 1899年，卓锦万代兰在新加坡花卉展览中获得最稀有兰花奖，卓锦女士接受这个奖后三个月因癌症辞世。
卓锦万代兰作为新加坡国花，其象征意义更大于实用意义，它从40种花卉中被选为国花，因其鲜艳的色彩、坚韧和适应力而入选，并因全年开花赢得评委的青睐，这些品质反映出新加坡的精神。

## 国家信约
国家信约是新加坡共和国的忠诚誓词，新加坡人民经常在公共活动中齐声宣读誓词，尤其是在学校集会、武装部队和国庆庆典期间。
国家信约由拉惹勒南于1966年起草。拉惹勒南透露的愿景是建设“一个我们引以为豪的新加坡”，他认为语言、种族和宗教是潜在的分裂因素，但在誓词中强调，如果新加坡公民只要共同努力，足够关心自己的国家，这些分歧就可以被克服。

国家信约的官方文本是英语，原本的英语文本也被翻译成华语、马来语和淡米尔语。

## 狮头符号

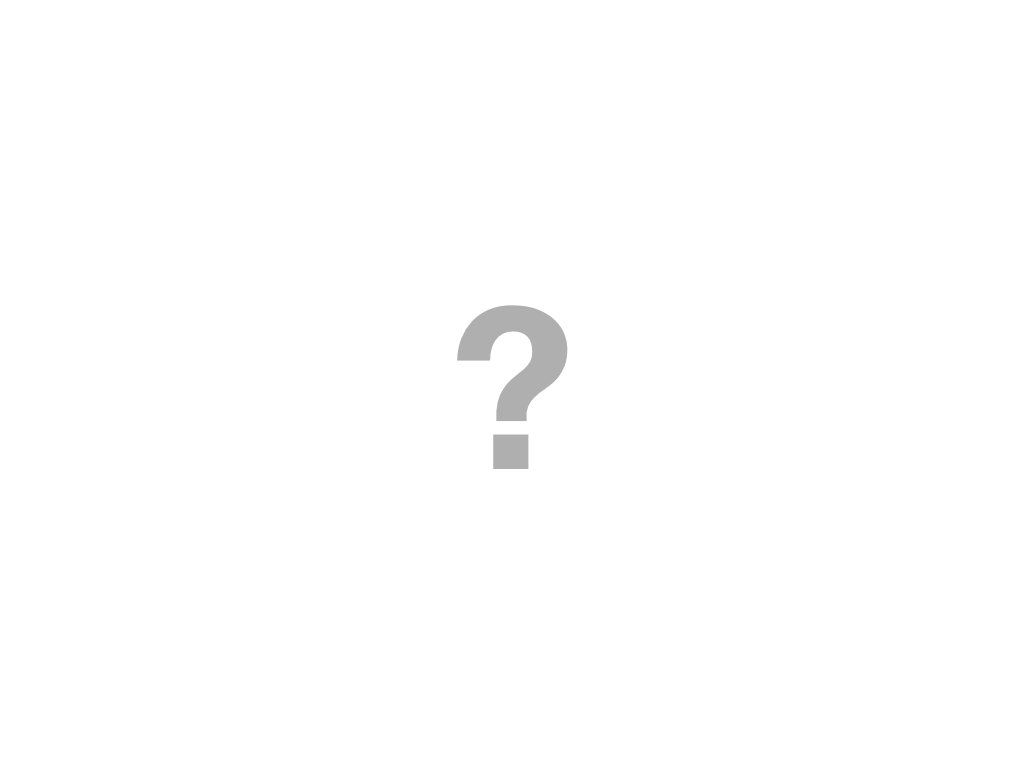
这个链接直接连到标志的图像页

狮头符号于1986年推出，作为新加坡国家象征的替代标志。这是因为新加坡法律明文规定，禁止将国旗和国徽作为非政府及商业用途，由于新加坡也称为“狮城”，所以选用狮头符号作为替代的国家标志，允许使用于个人、团体或公司的非正式场合，以宣传新加坡的国家认同。
根据新加坡政府的官方说明：
|  | 狮头象征勇气、力量和卓越，以及面对挑战时的坚韧精神。狮头为纯红色，背景为白色，即与国旗的颜色保持一致。狮鬃的五个部分，象征国旗五颗星所代表的五大理想，即民主、和平、进步、公正和平等。雄狮坚韧不拔的鬃毛，象征着国家一心一意迎接任何挑战，克服任何障碍的决心。 |

狮头符号首次亮相时，部分民众认为它应该面向右侧，以体现更向前看的性质。不过，狮头原本面向左侧的造型被保留下来。

## 公共印章
公共印章由新加坡国徽和围绕着“Republic of Singapore”（新加坡共和国）字样组成，它代表新加坡共和国政府，并加盖在官方的正式文件。它由新加坡总统办公室（President's Office）保管，只能由总统或总统授权之下使用，或是根据法律要求或允许才能使用。

## 总统象征
新加坡总统象征包含总统徽章、总统旗帜和总统印章。总统徽章为红白相间的四等份盾徽，盾牌中央绘有一只手持月桂枝的雄狮；上方是一弯金色新月和五颗金星，盾徽周围环绕着金色胡姬花花环；下方的红色缎带用马来语书写“Singapura”（新加坡拉，源于梵文“狮城”的马来语名称）。
总统旗帜是一面红底的个人旗帜，中间绘制白色新月和五星，其象征意义与国旗相同一致。 总统府前飘扬着总统旗帜，表示总统正在府邸工作； 总统府内或总统到场的国家仪式场合，总统旗帜会悬挂在总统座位的后面、并列在新加坡国旗的右侧，总统两侧通常有两名副官。总统旗帜在户外的阅兵仪式，同样拥有重要的礼仪目的，作为向总统敬礼的仪式环节，总统旗会在“举枪致敬”（奏国歌）的号令下从旗杆顶部展开，意味着总统抵达活动现场。
总统印章由总统徽章和围绕着“President of the Republic of Singapore”（新加坡共和国总统）字样组成，是加盖在总统文件的公章。

## 鱼尾狮
鱼尾狮是新加坡旅游的标志，经常出现在旅游局批准的纪念品。它由范克里夫水族馆馆长弗雷泽·布伦纳于1964年设计，1966年7月20日成为旅游促进局的商标，并一直沿用至1997年；此后，鱼尾狮符号仍受到《新加坡旅游局法令》（Singapore Tourism Board Act 1963）的法定保护，必须获得旅游局批准才能使用。
鱼尾狮的名称是“mer-”（海）和“lion”（狮子）的合成，鱼身象征新加坡的过去是一个称为“淡马锡”（Temasek）的渔村，在爪哇语的意思是“海城”，与马来语“湖泊”（tasek）的词源相同；狮头的设计灵感来自《马来纪年》传说，苏门答腊巨港王子桑尼拉乌他玛出海遭遇风暴，并意外登陆新加坡，他在新加坡河河口处看见一头认定是狮子的奇特生物，所以将新加坡称为“狮城”（Singapura）。
鱼尾狮雕像于1972年9月15日开幕，雕像高达8.6米、重达70吨；1997年随着滨海桥建成，人们从海滨已经无法看清鱼尾狮雕像，因此雕像被迁至鱼尾狮公园，重新矗立在富丽敦酒店前方，瞭望滨海湾方向。